# Edomoji
Edomoji (江戸文字 : えどもじ ‘letras de Edo’?) son fuentes tipográficas que fueron inventadas en el Japón del periodo Edo para anuncios publicitarios.
Los estilos principales son:

## Kanteiryū (勘亭流)
Este estilo se emplea en publicidad y programas para artes tales como el kabuki y el rakugo. Fue inventado por Okazakiya Kanroku (岡崎屋 勘六?), y el nombre de este estilo proviene del sobrenombre del propio Okazaki, Kantei (勘亭?).

## Yosemoji (寄席文字)
El nombre yosemoji significa literalmente «letras para atraer a los clientes». Es una combinación de los estilos kanteiryū y chōchinmoji, y se empleaba en pósteres y folletos.

## Kagomoji (篭文字)
Significa literalmente «letras de jaula». Los caracteres muestran una forma ancha y cuadrada. A menudo se utiliza en forma invertida o a veces como contorno.

## Higemoji (髭文字)
Estos caracteres muestran pequeños «bigotes». Este estilo se emplea para señales de kakigōri y ramune, y también es común en las etiquetas para botellas de sake.

## Sumō moji (相撲文字)
Estilo empleado para anuncios y programas de sumo.

## Chōchin moji (提灯文字)
Estilo empleado en las linternas de papel (chōchin), tales como las que uno puede encontrar en un puesto de yakitori en Japón.

## Kakuji (角字)
Este estilo muy denso y rectangular se utiliza para realizar sellos.